# Cim de Riumar
El Cim de Riumar és una muntanya de 15 metres que es troba al municipi de Deltebre, a la comarca catalana del Baix Ebre.
Al cim podem trobar-hi un vèrtex geodèsic (referència 257158001).